# 吉田実 (政治家)
吉田 実（吉田 實、よしだ みのる、1910年3月19日 - 1982年11月16日）は、日本の政治家。公選3人目の富山県知事（4期）で、旧大島村長（現・射水市）。富山県販購農業協同連合会会長、全国販売農協連合会専務理事、富山県農業協同組合中央会長なども務めている。また、衆議院議員・参議院議員も歴任した。子の吉田力は大島町長となった。

## 来歴・人物
1910年3月19日、富山県大島村（現・射水市）に生まれる。1947年4月5日、37歳にして大島村長になり、1956年8月30日に辞職するまで3期にわたり務めた。
1956年9月25日、公選3人目の富山県知事となり、以降4期務めた。その間、立山黒部アルペンルートの開通や、富山新港の開港、太閤山住宅団地の開発を行った。
1969年、衆議院議員（旧富山2区）に転じ、1974年には参議院議員（富山県選挙区）となる。その間、各種特別委員長を歴任した。これらの功労により1982年の春の叙勲で、勲二等に叙され、旭日重光章を受章した。
議員在職中の1982年11月16日、心不全のため、神奈川県川崎市高津区の虎の門病院分院で死去した。72歳没。同月19日、特旨を以て位記を追賜され、死没日付をもって正四位に叙された。哀悼演説は同月26日、参議院本会議で片山正英により行われた。
吉田の死去に伴う欠員補充の補欠選挙は同年12月26日に執行され、自民党は後継候補となった三協アルミニウム工業社長であった沖外夫が当選し、議席継承に成功した。
1986年11月、吉田実顕彰会によって、太閤山住宅団地の外れに銅像が立てられた。